# Achillea maritima
Achillea maritima es una especie de fanerógama perteneciente a la familia de las asteráceas.

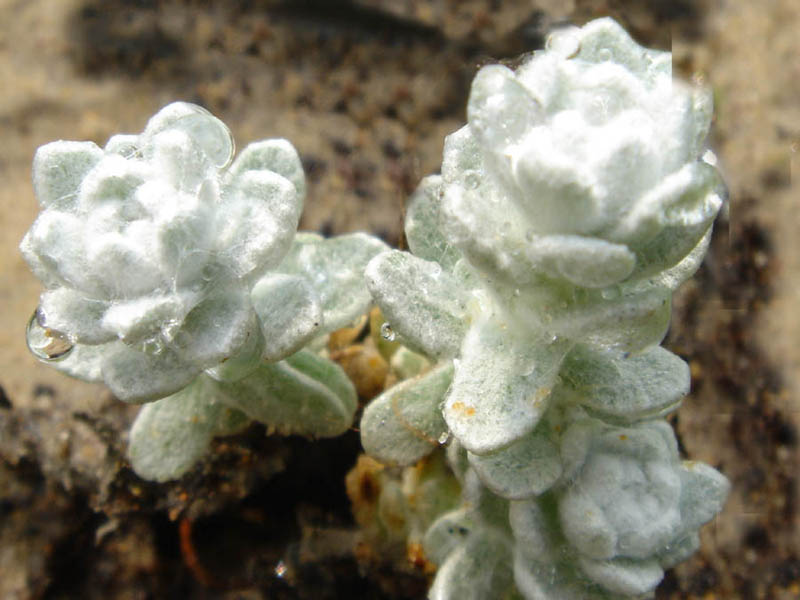
Detalle de las hojas

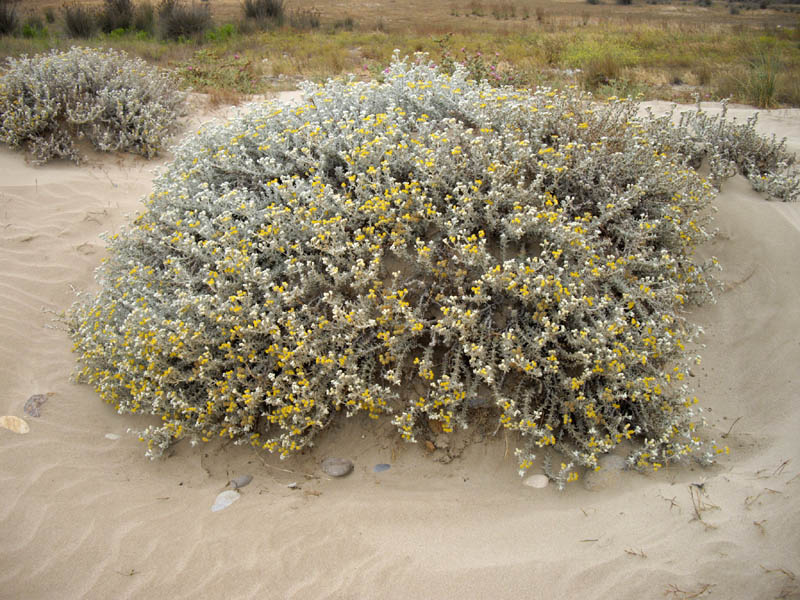
Vista de la planta en su hábitat

## Descripción
Es una planta perenne, que alcanza un tamaño de 40 cm de altura, aromática, recubierta de un tomento blanco con vigorosos tallos ascendentes, con la base leñosa. Las flores esféricas de 8-10 mm, con un breve pedúnculo. El fruto mide 4 mm.

## Propiedades
Es usado en la medicina tradicional como detersorio, astringente, depurativo.

## Taxonomía
Achillea maritima fue descrita por   Carlos Linneo y publicado en Willdenowia35(1): 50. 2005
Citología
Número de cromosomas de Achillea maritima (Fam. Compositae) y táxones infraespecíficos: 2n=18
Etimología
Achillea nombre genérico nombrado en honor de Aquiles. Se ha indicado también que el nombre, más específicamente, proviene de la guerra de Troya, donde Aquiles curó a muchos de sus soldados y al propio rey Télefo, rey de Micenas, utilizando el poder que la milenrama tiene para detener las hemorragias.
maritima: epíteto latino que significa "cercana del mar".
Sinonimia
- Dicoma candidissima Desf.
- Diotis candidissima Desf.
- Diotis maritima (L.) Sm.
- Diotis maritima (L.) Desf. ex Cass.
- Filago maritima L.[7]
- Otanthus maritimus (L.) Hoffmanns. & Link[8]

## Nombres comunes
- Castellano: algodonosa (9), arañera (5), carrascas de San Juan, perlina blanca, perlina marina.(el número entre paréntesis indica las especies que tienen el mismo nombre).[8]